# Asuny
Asuny (niem. Assaunen, lit. Asūnai) – wieś w Polsce położona w województwie warmińsko-mazurskim, w powiecie kętrzyńskim, w północno-wschodniej części gminy Barciany. W latach 1975–1998 miejscowość administracyjnie należała do województwa olsztyńskiego.
Wieś jest sołectwem do którego należą: Duje, Sławosze i Święty Kamień.

## Historia
Pierwsza wzmianka o Asunach pochodzi z 1352 r., kiedy to wielki mistrz krzyżacki Winrich von Kniprode nadał rycerzowi pruskiemu Luprechtowi Sudowenowi 70 włók na polu Assune (nazwa od pruskiego imienia Assune). Włości rycerskie ponownie znalazły się we władaniu Zakonu i wymienione były w 1394 r. już jako wieś czynszowa, lokowana przez wielkiego marszałka Engelhardta Rabe (1387–1392). W 1481 r. proboszczem we wsi został polski ksiądz Jakub de Coszmi z diecezji płockiej. Jeszcze w 1664 r. odbywały się nabożeństwa w języku polskim.
We wsi zachował się budynek dawnej karczmy z 1506 r., który pełni funkcję świetlicy wiejskiej oraz Ośrodka Kultury Ukraińskiej. Wieś zachowała włościański charakter do czasów współczesnych. We wsi mieszka około 100 osób.
W latach 1975–1998 miejscowość administracyjnie należała do województwa olsztyńskiego.

## Cerkiew
Pod koniec XIV w. powstała tu parafia należąca do archiprezbiteratu (dekanatu) sępopolskiego. Gotycki kościół został rozbudowany po pożarze w 1914 r. Dzwonnica pochodzi z 1845 r. W latach 1525–1945 kościół był świątynią luterańską, a później katolicką – kościołem filialnym parafii katolickiej w Srokowie. Od 1958 r. istnieje tu Parafia Zaśnięcia Najświętszej Maryi Panny obrządku greckokatolickiego (bizantyjsko-ukraińskiego). Świątynia posiada schodkowe szczyty, wystrój cerkwi (XVII w.) w latach 80. XX w. uzupełniony został o ikonostas i malowidła cerkiewne. Przy świątyni wolno stojąca dzwonnica z XIX w. oszalowana drewnem

## Demografia
W roku 1785 były tu 34 domy.
Mieszkańcy: w roku 1910 – 152, w 1925 – 574, w 1933 – 485, w 1939 – 393, w 1970 – 122.